# 佐久間信恭
佐久間 信恭（さくま のぶやす、文久元年4月10日（1861年5月19日） - 1923年（大正12年）5月1日）は、戦前日本の英語学者。第五高等学校教授、東京高等師範学校講師。苫米地英人の曽祖父に当たる。

## 生涯

### 生い立ち
文久元年（1861年）4月10日旗本大久保忠恕の次男として江戸深川森下町（東京都江東区）に生まれた。幼名は小次郎。
慶応3年（1867年）旗本佐久間信久の養子となったが、慶応4年（1868年）1月養父信久は鳥羽・伏見の戦いで戦死した。
徳川家が駿府藩に移封されると、明治元年（1868年）9月養祖母寿量と駿河国沼津に移住し、明治2年（1869年）養父の戦友江原素六の沼津兵学校附属小学校に入学、休暇には旧知行地伊豆国田方郡仁田（静岡県田方郡函南町仁田）に移住していた佐久間本家和三郎方に身を寄せた。

### 上京
西洋人に直接学問を学ぶようにとの養父の遺言に従い、明治5年（1872年）横浜に出て、同文社に入学、1873年（明治6年）横浜市学校に移り、余暇には元同校教師サミュエル・ロビンス・ブラウンのブラウン塾に通った。ブラウン塾の同級生には押川方義、植村正久、井深梶之助、都築馨六等がいたが、佐久間は都築と並び優等生として寵愛され、ブラウンの娘ハティには赤い頬に因みチェリーと渾名された。
1874年（明治7年）上京して中村正直の同人社に入学、1875年（明治8年）東京英語学校に転じ、1877年（明治10年）東京大学予備門に統合される際退学した。

### 札幌農学校
1877年（明治10年）7月27日知人川村某の斡旋により札幌農学校に第3期生として入学した。同期には斎藤祥三郎、1期上には岩崎行親、新渡戸稲造、内村鑑三等がおり、彼らとの学生生活は内村の『余は如何にして基督信徒となりし乎』に描写され、佐久間はイニシャルのSで登場する。
札幌在学中は熱心なキリスト教徒として酒・煙草を断って清教徒的な生活を送り、内村鑑三をキリスト教に引き入れたとされるが、後年には自身がキリスト教徒であることを否定している。

### 卒業後
1882年（明治15年）7月札幌農学校を卒業し、1883年（明治16年）12月内務省に入省、地理局測量課東京気象台警報係に勤務した。
1884年（明治17年）9月福島県立若松中学校三等教諭、1885年（明治18年）2月校長心得となり、12月中学校師範学校の教員免許を取得した。
1886年（明治19年）3月若松中学校が廃校となったため、5月福岡県立福岡中学校二等教諭に転じた。
1887年（明治20年）京都に出て、6月から西本願寺大教校、1888年（明治21年）12月から同寺文学寮で英語・数学を教え、1889年（明治22年）4月同志社普通学校に転じた。

### 第五高等学校
1891年（明治24年）3月荻村錦太と共に熊本市の第五高等中学校に赴任し、1892年（明治25年）1月教授となった。
五高では同じ元幕臣で英語学校の後輩篠本二郎と親しくした。英語科の同僚ラフカディオ・ハーン（小泉八雲）とは当初は良好な関係にあったが、性格の不一致により次第に対立を深め、1894年（明治27年）ハーンは熊本を後にした。ハーンは退職後の書簡において、佐久間は宣教師と結託して自分より優秀な教師のボイコットを首謀したと訴えているが、真相は不明である。
一方、1896年（明治29年）後任として赴任した夏目漱石とは良好な関係を保ち、夏目は佐久間の英語力を評価して、生徒に「僕の分らないところは、佐久間先生に習って教えるから」と言っていたという。しかし、生徒にとって佐久間の教え方は高尚に過ぎ、度々「先生の講義は、少しもわかりません、もっと平易に教えて下さい」と注文を受けた。
他方、校長中川元も佐久間のことを嫌い、前校長で東京高等師範学校校長に転じた嘉納治五郎に掛け合って、佐久間を同校へ転出させるよう計ったという。転出計画は実現しなかったものの、1897年（明治30年）7月佐久間は非職となり、1898年（明治31年）1月依願退官した。

### 帰京
1897年（明治30年）9月帰京し、浄土宗本校、実弟松平康国と東京専門学校に勤務し、12月から陸軍砲工学校教師を兼ねた。前後して正則英語学校にも勤めたが、斎藤秀三郎と対立してすぐに辞職した。
1898年（明治31年）3月浄土宗本校、6月東京専門学校、7月陸軍砲工学校を辞職し、1898年（明治31年）9月から1899年（明治32年）3月までに勤めた。また、磯辺弥一郎の洋行中国民英学会で代講を引き受け、『ジャパンタイムズ』、『中外英字新聞』とも関係した。
1900年（明治33年）8月京都で西本願寺文学寮教頭となったが、同年仏教高等中学として東京に移ったため帰京し、12月辞職した。
1902年（明治35年）4月8日東京高等師範学校英語科講師となり、國學院講師、1911年（明治44年） 明治大学講師を兼ねた。1904年（明治37年）9月日本中学校で東京英語学校再興に関わったが、1年余りで閉校した。
1914年（大正3年）3月英語科主任岡倉由三郎と対立して高等師範学校を退職し、以後國學院、明治大学で講義を持ちながら著述に専念した。

### 死去
1922年（大正11年）2月大阪外国語学校新設に伴い校長中目覚により英語科教授に招かれ、4月東成郡天王寺村3073番地に移ったが、1923年（大正12年）春風邪に罹り、肺炎を併発、5月1日天王寺の自宅で死去し、従五位に叙された。
5月4日阿倍野斎場で告別式が行われ、5月12日四谷区舟町全勝寺に葬られた。戒名は徳相院信善恭安居士。

## 著書・訳書・注釈書
1889年
- 『雄氏演説筆記』（カーネル・オルコット述）
- 『雄氏広陵演説筆記』（カーネル・オルコット述）

1890年
- "The Vicar of Wakefield"（オリヴァー・ゴールドスミス『ウェイクフィールドの牧師』）
- "Notes on Washington Irving's Sketch-book"（ワシントン・アーヴィング『スケッチ・ブック』）

1894年
- "Sir Roger de Coverley; Essays from the Spectator with Notes"

1897年
- "The Autobiography of Benjamin Franklin"（ベンジャミン・フランクリン『フランクリン自伝』）

1898年
- "Scottish University Addresses"（トーマス・カーライル）

1899年
- 『教師ノ道徳上ニ於ル資格及職分』（ジョージ・トランブル・ラッド）
- "An English Historical Reader"（Frederick York Powell原著[2]）
- 『英名家詩散文集 附註釈』

1901年
- 『英語講義』（東京専門学校）

1902年
- "On Self-Help and Thrift"（サミュエル・スマイルズ『自助論』『勤倹論』）
- "On Character and Duty"（サミュエル・スマイルズ『向上心』『義務論』）
- "An Eclectic English Grammar"

1903年
- 『英語』（東京専門学校）
- 『英作文教科書』
- "The First Steps in English Composition"[2]
- "The Second Steps in English Composition"[2]

1904年
- 『会話作文 和英中辞林』

1907年
- 『英文難句通解』
- 『英語講話』（早稲田大学出版部）

1908年
- 『英語おもちや箱』
- "Short Passages from Men of Science"

1909年
- 『和英大辞林』（広瀬雄共編）
- 『数学おもちや箱』
- "Industrial English Readers"

1910年
- "Select Chinese Stories for Use in the Class-room"
- "Moral Tales and Anecdotes; a Select Reading for Advanced Classes in Public and Private Schools"（明治大学）

1911年
- 『新訳 ガリヴァー旅行記』（ジョナサン・スウィフト『ガリヴァー旅行記』）
- "A Collection of English Passages of Various Degrees of Difficulty"

1912年
- 『和文英訳 文章英語』

1913年
- 『例解英和熟語難句辞典』
- "A Bundle of Anecdotes"
- "New Standard Readers"[2]

1914年
- "Ten Short Tales"

1915年
- 『受験本位 英文解釈法』

1916年
- 『和文英訳十講』
- 『英語自修辞典』

1917年
- 『英語研究二十講』
- 『自修英語学大成』

1918年
- 『受験応用 英文和訳法』
- 『受験応用 英文法』

1919年
- 『英和記憶辞典』

1920年
- 『活きた英語の使ひ方』
- 『英文熟語の使ひ方』

## 他の英語学者に対する批判
『英語おもちや箱』では、斎藤秀三郎の著した"Conversation Grammar"序文におけるreceiveとacceptの使い分けの誤りを指摘し、両単語の使い分けを示す例文を示しつつ、その著書の出版業者が販路獲得のため物品を贈っていることや、著書"Monograph"で冠詞・前置詞の用法を不必要に細かく区分していることについて痛烈に批判した。
『英語研究二十講』「Four-and-Twentyの如き数の綴方」では、twenty-fourをfour-and-twentyと転倒させて綴るような用法について、神田乃武が39まで、勝俣銓吉郎が49までとしたことに対し、コナン・ドイルやエリオット等の作品から約20例を示して反証した。

## 逸話
若い頃には数学の講義も担当するなど他の学問にも見識があったほか、記憶力に優れたことでも知られ、スタンダード大辞典を隅々まで読んで誤植を5,6箇所発見した、円周率を数百桁暗唱した、万世橋から日本橋銀座までの通り沿いの商店を全て順番通りに記憶していた、オリヴァー・ゴールドスミスの長詩『寒村行』を一字一句暗唱したなどの逸話が残されている。
天文学にも興味を持ち、夜間寝間着のまま望遠鏡を持って市中を徘徊し、しばしば警官に呼び止められた。
一方、札幌農学校で学んだはずの農学には関心がなく、「農業以外の事なれば何にでも精通して居らるる農学士」と称された。

## 家族

### 大久保家
- 父：大久保忠恕 - 静岡藩少参事[1]。
- 兄：忠文[1]
- 長弟：松平康国 - 漢学者[4]。
- 次弟：捨六[1]

### 佐久間家
- 養父：佐久間信久 - 幕府陸軍歩兵奉行並[1]。
  - 養祖母：寿量 - 1889年（明治22年）京都で没[1]。
- 妻：久満（くま） - 旧会津藩士佐治梅坡長女[2]。1886年（明治19年）2月若松で結婚[1]。1908年（明治41年）10月2日没[2]。
- 子：信光 - 1917年（大正6年）東京大学経済科卒、三井物産勤務[4]。
- 長女：恂子[2] - 国分熊男妻[4]。
- 次女：愛子[2]
- 三女：千代子 - 英文学者苫米地英俊妻[2]。
  - 孫：苫米地俊博
    - 曽孫：苫米地英人

## 佐久間信恭を演じた人物
- 伊丹十三 - ドラマ『日本の面影』（1984年、NHK総合テレビジョン）